# جوزيف جرزيسياك
جوزيف جرزيسياك (مواليد 18 فبراير 1941) هو ملاكم بولندي، مثّل بلاده في الألعاب الأولمبية الصيفية 1964 وحقق الميدالية البرونزية في فئة الوزن المتوسط الخفيف.

## المشاركة الأولمبية
| الدورة     | البلد  | الرياضة  | الفئة                | المباريات   | المباريات                    | المباريات                    | المباريات                       | المباريات |
| الدورة     | البلد  | الرياضة  | الفئة                | الدور الأول | الدور الثاني                 | ربع النهائي                  | نصف النهائي                     | النهائي   |
| ---------- | ------ | -------- | -------------------- | ----------- | ---------------------------- | ---------------------------- | ------------------------------- | --------- |
| طوكيو 1964 | بولندا | الملاكمة | الوزن الخفيف المتوسط | لا ينطبق    | كورت ماتسون (فنلندا) · (فوز) | فاسيل مرزا (رومانيا) · (فوز) | بوريس لاجوتين (روسيا) · (خسارة) | لم يتأهل  |

## روابط خارجية
جوزيف جرزيسياك على موقع اللجنة الأولمبية الدولية (الإنجليزية)
- جوزيف جرزيسياك على موقع أوليمبيديا (الإنجليزية)
- جوزيف جرزيسياك على موقع اللجنة الأولمبية البولندية (مؤرشف) (البولندية)